# کوصفاکی‌لی (یورغیر)
کوصفاکی‌لی (به ترکی استانبولی: Kösefakılı) یک منطقهٔ مسکونی در ترکیه است که در یورغیر واقع شده‌است.